# Fly (Zucchero Fornaciari)
Fly è il decimo album di inediti del cantante italiano Zucchero Fornaciari, pubblicato il 22 settembre 2006.
Il 1º maggio 2007 ha preso il via il Fly World Tour, protrattosi fino al dicembre 2007 con più di 100 concerti in tutto il mondo.

## Descrizione

### Composizione
Dopo il successo mondiale dell'album di duetti Zu & Co. e a distanza di cinque anni dall'ultimo album di inediti Shake, Zucchero sceglie la storica Ca' Vendramin Calergi per la presentazione in anteprima di Fly, registrato e mixato a Hollywood, prodotto da Don Was, che sostituirà da questo momento in avanti lo storico produttore Corrado Rustici, e arrangiato da Max Marcolini. Zucchero, con Fly, continua anche la collaborazione con Robyx per le musiche.
L'intero album è sottotitolato Come possiamo volare con le aquile se siamo contornati da tacchini, che può essere spiegato direttamente con le parole di Zucchero:
(Zucchero)

### Canzoni
L'album segna una svolta decisamente pop nella carriera del cantante emiliano. Fly si apre, infatti, con due veri e propri tormentoni estivi del 2006 e 2007: Bacco perbacco, singolo di lancio, e Un kilo, registrata con Questlove, batterista e fondatore dei The Roots. A seguire il disco presenta due ballate all'italiana: Occhi, secondo singolo estratto, e Quanti anni ho, scritta insieme a Gheri, pseudonimo di Gabriele Cancogni con il quale Zucchero collaborerà in seguito, caratterizzata dalla presenza imperante dell'organo e dedicata al figlio Blue. Cuba libre, primo singolo estratto per il mercato internazionale, mescola l'Emilia, terra del cantante, con i ritmi latini (non a caso il brano sarà riproposto con un diverso arrangiamento ne La sesión cubana) e cita il popolare brano Me gustas tú di Manu Chao. Il testo di È delicato è impreziosito dalla collaborazione con l'amico Ivano Fossati, mentre quello di Troppa fedeltà dalle parole di Jovanotti. L'amore è nell'aria nasce dall'incontro con il gallese Grant Nicholas, leader dei Feeder: la melodia è, infatti, ripresa da Broken, arricchita di una nuova parte creativa, riarrangiata e completata con un nuovo testo in italiano, con una citazione da Amore caro, amore bello, contenuta nell'album omonimo di Bruno Lauzi, da Zucchero. Let It Shine, vero cuore blues dell'intero disco, celebra la New Orleans disastrata del post Katrina ed è stata registrata in collaborazione con il Coro di Voci Bianche di Firenze e Scandicci. 
Nella tracklist dell'edizione internazionale dell'album non compare il brano E di grazia plena, in cui la voce di Zucchero è accostata a pochi elementari archi, perché sostituito dalle tre bonus track: Nel così blu, cover di A Salty Dog dei Procol Harum, Flying Away (Occhi) e Shine (Let it Shine). 
Nell'edizione spagnola compaiono invece le versioni latine di Cuba libre, Pronto e Bacco perbacco.

## Tracce
Testi e musiche di Zucchero, eccetto dove diversamente indicato.

### Versione italiana
1. Bacco perbacco – 3:57 (musica: Zucchero, Robyx)
2. Un kilo – 3:33
3. Occhi – 3:39
4. Quanti anni ho – 4:03 (musica: Zucchero, G. Cangogni, Max Marcolini)
5. Cuba libre – 3:33
6. È delicato – 3:33 (testo: Zucchero, Ivano Fossati – musica: Zucchero, Mattei, Chiesa)
7. L'amore è nell'aria – 3:37 (musica: Zucchero, Grant Nicholas)
8. Pronto – 3:59
9. Let It Shine – 4:32 (musica: Zucchero, Robyx)
10. Troppa fedeltà – 4:02 (testo: Zucchero, Jovanotti)
11. E di grazia plena – 3:17

### Versione internazionale
1. Bacco perbacco – 3:57 (musica: Zucchero, Robyx)
2. Un kilo – 3:33
3. Occhi – 3:39
4. Quanti anni ho – 4:03 (musica: Zucchero, G. Cangogni, Max Marcolini)
5. Cuba libre – 3:33
6. È delicato – 3:33 (testo: Zucchero, Ivano Fossati – musica: Zucchero, Mattei, Chiesa)
7. L'amore è nell'aria – 3:37 (musica: Zucchero, Grant Nicholas)
8. Pronto – 3:59
9. Let It Shine – 4:32 (musica: Zucchero, Robyx)
10. Troppa fedeltà – 4:02 (testo: Zucchero, Jovanotti)
11. Nel così blu – 4:30 (testo: Zucchero, Pasquale Panella – musica: Gary Brooker, Keith Reid)
12. Flying Away – 3:39 (testo: Zucchero, Tonio K)
13. Shine – 4:32 (testo: Zucchero, F. Musker – musica: Zucchero, Robyx)

### Versione spagnola
1. Venus y Baco – 3:57 (testo: Zucchero, M. C. Torres, R. Pozo Pratz – musica: Zucchero, Robyx)
2. Un kilo – 3:33
3. Occhi – 3:39
4. Quanti anni ho – 4:03 (musica: Zucchero, G. Cangogni, Max Marcolini)
5. Cuba libre (Mi amor) – 3:33 (testo: Zucchero, C. Tarque)
6. È delicato – 3:33 (testo: Zucchero, Ivano Fossati – musica: Zucchero, Mattei, Chiesa)
7. L'amore è nell'aria – 3:37 (musica: Zucchero, Grant Nicholas)
8. Pronto (Que bueno està) – 3:59 (testo: Zucchero, A. F. Garcia)
9. Let It Shine – 4:32 (musica: Zucchero, Robyx)
10. Troppa fedeltà – 4:02 (testo: Zucchero, Jovanotti)
11. Nel così blu – 4:30 (testo: Zucchero, Pasquale Panella – musica: Gary Brooker, Keith Reid)
12. Flying Away – 3:39 (testo: Zucchero, Tonio K)
13. Shine – 4:32 (testo: Zucchero, F. Musker – musica: Zucchero, Robyx)

### Versione sudamericana
1. Venus y Baco – 3:57 (testo: Zucchero, M. C. Torres, R. Pozo Pratz – musica: Zucchero, Robyx)
2. Un kilo – 3:33
3. Occhi – 3:39
4. Quanti anni ho – 4:03 (musica: Zucchero, G. Cangogni, Max Marcolini)
5. Cuba libre (Mi amor) – 3:33 (testo: Zucchero, C. Tarque)
6. È delicato – 3:33 (testo: Zucchero, Ivano Fossati – musica: Zucchero, Mattei, Chiesa)
7. L'amore è nell'aria – 3:37 (musica: Zucchero, Grant Nicholas)
8. Pronto (Que bueno està) – 3:59 (testo: Zucchero, A. F. Garcia)
9. Let It Shine – 4:32 (musica: Zucchero, Robyx)
10. Troppa fedeltà – 4:02 (testo: Zucchero, Jovanotti)
11. Nel così blu – 4:30 (testo: Zucchero, Pasquale Panella – musica: Gary Brooker, Keith Reid)

### Versione a edizione limitata (2016)
Il vinile del disco è stato nuovamente pubblicato nel box set ad edizione limitata Studio Vinyl Collection del 2016.

## Formazione
- Zucchero - voce, chitarra elettrica, chitarra acustica, pianoforte, Fender Rhodes, mellotron, flauto, organo Hammond, basso, batteria (nei brani Troppa fedeltà e E di grazia plena)
- Randy Jackson - basso
- Questlove - batteria
- Brian Auger - pianoforte, organo Hammond
- Arthur Miles - programmazione, cori
- Pino Palladino - basso
- Matt Chamberlain - batteria
- Davey Faragher - basso (in Occhi)
- Kenny Aronoff - batteria (nei brani Quanti anni ho e È delicato)
- Paul Bushnell - basso (in Quanti anni ho)
- Lenny Castro - percussioni
- Waddy Wachtel - chitarra elettrica (nel brano Un kilo)
- Greg Leisz - chitarra, slide guitar, dobro, pedal steel guitar
- Tim Pierce - chitarra elettrica, chitarra acustica
- Michael Landau - tremolo chitarra, chitarra elettrica, chitarra acustica
- Krish Sharma - sitar
- Jim Keltner - batteria
- Patrick Warren - tastiera
- Eddy Mattei - organo Hammond
- Jamie Muhoberac - tamboura, chitarra, tastiera, violoncello
- Robyx - programmazione
- Max Marcolini - chitarra acustica, assolo chitarra (in Cuba libre), violoncello
- Mino Vergnaghi, Sara Grimaldi, Irene Fornaciari, Chance, Vincenzo Draghi - cori

## Successo commerciale
Fly ha superato 1 500 000 di copie vendute nel mondo, di cui oltre 500 000 in Italia, che gli hanno valso il disco di diamante, e debuttato direttamente in vetta alla classifica italiana ufficiale, mantenendo la posizione per quattro settimane consecutive.
Questo successo porta Fly al debutto in 36ª posizione nella classifica World Albums Top 40 durante la settimana 42 del 2006.
L'album è risultato il quarto più venduto in Italia nel 2006.

## Classifiche

### Classifiche settimanali
| Classifica (2006) | Posizione massima |
| ----------------- | ----------------- |
| Austria           | 3                 |
| Belgio (Fiandre)  | 48                |
| Belgio (Vallonia) | 40                |
| Europa            | 8                 |
| Francia           | 68                |
| Germania          | 23                |
| Grecia            | 9                 |
| Italia            | 1                 |
| Paesi Bassi       | 29                |
| Spagna            | 82                |
| Svizzera          | 1                 |

### Classifiche di fine anno
| Classifica (2006) | Posizione |
| ----------------- | --------- |
| Europa            | 88        |
| Germania          | 289       |
| Italia            | 4         |
| Svizzera          | 6         |
| Classifica (2007) | Posizione |
| Germania          | 628       |
| Italia            | 15        |
| Svizzera          | 60        |